# Chiesa di Santa Lucia (Acquaviva delle Fonti)
La chiesa di Santa Lucia è un luogo di culto cattolico di Acquaviva delle Fonti. Sita in via Antonio Lucarelli, è sede di una delle parrocchie della diocesi di Altamura-Gravina-Acquaviva delle Fonti, in solidum.

## Storia
Non si sa con precisione quando fu introdotto ad Acquaviva il culto per la Vergine di Siracusa.
La chiesa visibile oggi non è quella originaria, infatti, come scritto su una lapide all'interno di essa, anticamente nello stesso luogo sorgeva una piccola cappella:
fu costrui
to col concorso di
tutti i fedeli questo
nuovo tempio nell'anno
1938
⸻
can. ernesto tisci
disegnò – diresse
tommaso racanelli
eseguì»
Si legge, dunque, che la primitiva cappella di Santa Lucia fu edificata nel 1709. Tuttavia, se n'è fatta menzione in un documento conservato nell'archivio della Curia di Acquaviva e datato 15 dicembre 1667 (ma riferito al pomeriggio del 12). Con tale atto è possibile provare che in loco il culto per santa Lucia è presente sin dal XVII secolo. Questa cappella, extra moenia, era privata ed era aperta ogni 13 dicembre per la solennità e in pochi altri eventi durante tutto l'anno. È ancora citata nel 1668 e nel 1717, rispettivamente in un atto testamentario e in un testo in cui è presente una descrizione della primitiva struttura (Stato delle Chiese di Acquaviva nell'anno 1717).
Nel 1730 l'edificio è quasi diroccato. Esso, come scritto in un decreto della Curia di Bari, firmato il 23 dicembre dello stesso anno dal monsignor Giuseppe Trulli, viene preservato grazie all'interessamento dei fratelli Isabella e Michele Colangiulo, i quali, per via della loro devozione nei confronti di santa Lucia, hanno dotato la chiesa di diversi beni e si sono impegnati a festeggiare ogni anno la solennità e a far celebrare altre dieci messe durante tutto l'anno.
La cappella è ancora menzionata nel 1815 quando, a causa di un'epidemia di peste scoppiata nella vicina Noja (oggi Noicattaro), venne ordinata la chiusura delle porte e l'istituzione di un posto di guardia presso l'edificio religioso per la disinfestazione dei forestieri, affinché la diffusione della malattia fosse contenuta.
Il 18 febbraio 1837, l'arcivescovo di Bari effettuò una visita pastorale alla chiesa e, notate le condizioni di degrado in cui versava, esortò che venisse eseguito un restauro. L'allora rettore della cappella, il canonico Giuseppe Memmola, effettivamente non favorì i lavori di ristrutturazione poiché, essendo molto anziano, non poteva frequentare la chiesa e celebrare le messe. Prima della sua morte, nel testamento egli nominò il cognato Nicola Spinelli come unico erede (per quanto riguarda la struttura religiosa in questione) e gli affidò la responsabilità della costruzione della volta e della celebrazione dei riti liturgici. Nel 1867 Nicola Spinelli muore, lasciando la proprietà alla famiglia Nencha-Spinelli.
Negli anni 1930 il vescovo della diocesi di Altamura-Acquaviva Domenico Dell'Aquila visitò la chiesetta di Santa Lucia e chiese che venisse restaurata o ampliata. La sua proposta venne accettata da Vito Cirielli, commissario prefettizio di Acquaviva. Questi, con una lettera datata 29 agosto 1938 chiese un contributo all'Ospedale Miulli per la riedificazione della chiesa e per un suo arretramento, poiché tale edificio ostacolava la circolazione. Il 13 dicembre dello stesso anno, festività della Vergine di Siracusa, il prelato pose e benedisse la prima pietra.
Il canonico don Ernesto Tisci si occupò di disegnare dei progetti per lo stile architettonico della nuova chiesa e affidò al nipote Vito Tisci il compito di realizzare il rosone. La costruzione fu affidata all'architetto acquavivese Tommaso Racanelli, mentre parte del terreno su cui essa sorge fu donato dallo storico Antonio Lucarelli.
Un anno dopo, del fabbricato erano stati costruiti i muri perimetrali e le strutture in cemento armato per il tetto. La chiesa fu benedetta il 10 dicembre 1939, sebbene avesse ancora la volta provvisoriamente chiusa da una tela cerata.
Durante la seconda guerra mondiale i lavori procedevano a rilento. Furono ultimati il campanile, l'impianto elettrico e gli intonachi. Successivamente Racanelli realizzò l’altare, la nicchia in cui è posta la statua della Santa e il pavimento.
Il 31 maggio 1963 il vescovo Antonio D'Erchia elevò la chiesa di Santa Lucia a parrocchia.
La neo parrocchia subì un'ulteriore ristrutturazione nel 1988: per conformarsi all'Istruzione Inter oecumenici, date le ristrette dimensioni del presbiterio che impediva la costruzione di un altare aggiuntivo, dell'ara già presente fu scissa la mensa dal tabernacolo. Durante questi lavori vennero rifatti il pavimento del presbiterio, in biancone di Trani, la nuova tavola liturgica e la pala d'altare e si provvide a riparare il tetto e a realizzare un impianto elettrico a norma. Il costo totale fu di 7 570 000 lire, in parte provenienti dalla cassa parrocchiale e in parte da una donatrice, devota di santa Lucia, il cui nome è ricordato da un'epigrafe applicata sulla destra del gradino del presbiterio.
Nel 2002 fu risistemato il tetto, che presentava infiltrazioni, e nel restauro durato dal 1º luglio al 7 dicembre 2008 furono ridipinte le pareti interne ed esterne.
Nel frattempo, dal 1994 al 1998, rimasta senza parroco, la parrocchia di Santa Lucia fu annessa alla parrocchia di Sant'Eustachio.

## Descrizione

### Esterno
La chiesa è orientata a est.
La facciata principale è occupata da tre arcate cieche a tutto sesto, di cui quella centrale, più alta e larga, contiene il rosone e il portale d'ingresso, ed è confinata ai margini da due lesene angolari. Il portale, sopraelevato di tre gradini rispetto al marciapiede, presenta una lunetta nel quale trova luogo un dipinto di santa Lucia, separato dall'ambiente esterno da una lastra di vetro. L'architrave reca in stampatello il nome della titolare. La parte più interna della cornice che contiene la lunetta e l'ingresso è dettagliata da dentelli. Sulla punta della cuspide è installata una croce latina litica.
Il prospetto del lato sud appare diviso in tre sezioni da quattro lesene, di cui una angolare condivisa con la facciata. In ogni sezione si apre un'arcata cieca. Quella centrale dispone di un ingresso secondario, mentre nelle altre due è presente una monofora ciascuno. Esse appaiono arretrate rispetto al profilo murario. L'ornato dell'ingresso secondario è di simili dimensioni rispetto a quello principale. Tuttavia, esso è sormontato da una croce latina in stucco addossata alla parete, la lunetta è priva di decorazione e il portone è più piccolo.

Il prospetto del lato nord, in parte occultato dalla struttura che funge da oratorio, è diviso il quattro sezioni, di cui le prime tre riprendono il motivo di quelle laterali del lato sud. La quarta sezione, più piccola, funge da base per il campanile. In essa si apre la tipica monofora ma non contiene archi ciechi. 

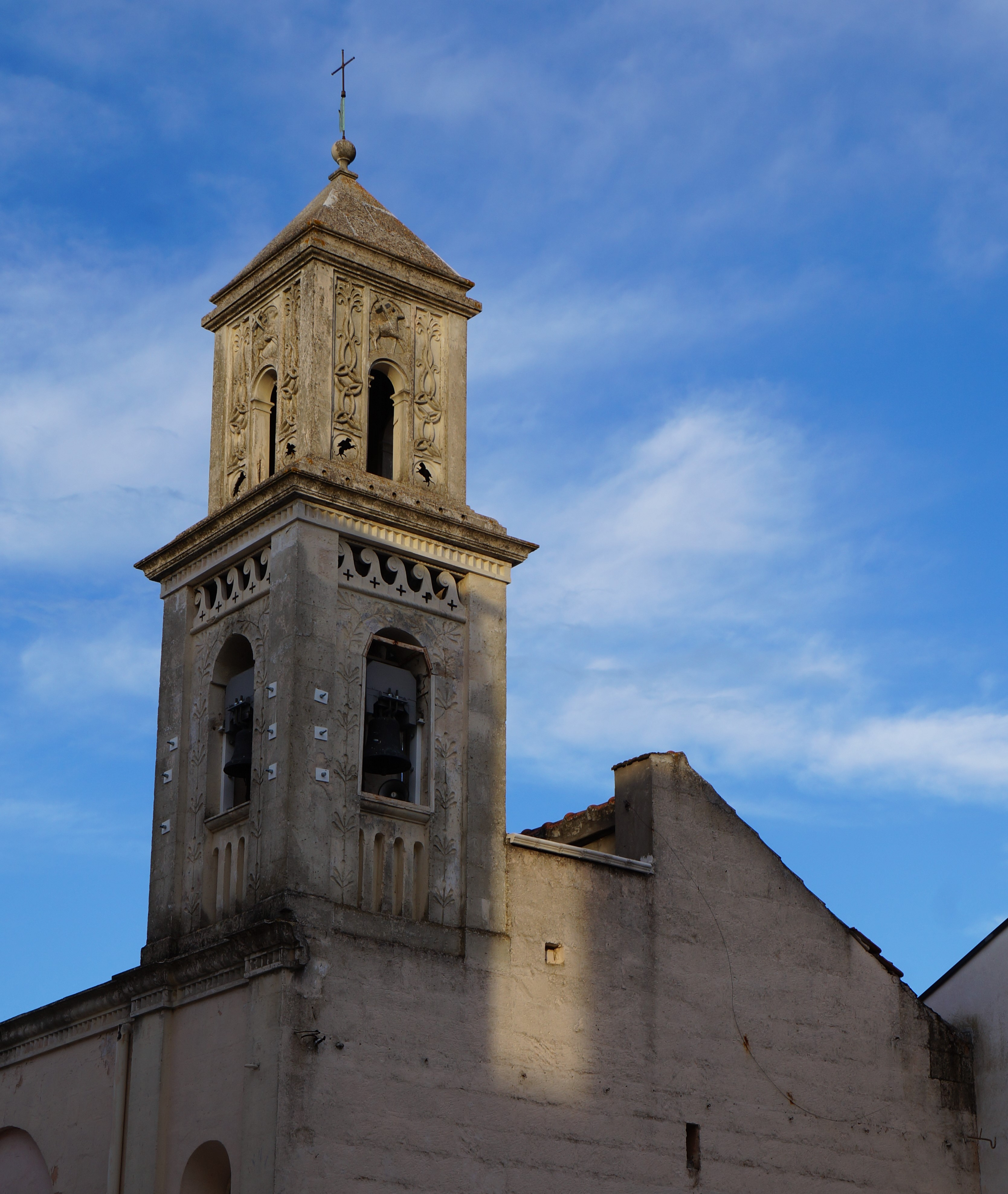
Il campanile e veduta sulla facciata ovest

La torre campanaria, a base quadrata, contiene quattro campane ed è concluso da un fastigio a forma di croce.
Fatta eccezione per la facciata ovest, lungo tutto il perimetro della chiesa, appena sotto il cornicione, corre un fregio con denti di sega.

### Interno
La struttura presenta un'unica navata e il tetto è a schiena d'asino. La zona del presbiterio è rialzata di un gradino rispetto al pavimento della chiesa e su di esso sono collocati l'ambone, la mensa in marmo, sorretta da otto colonne policrome unite da archetti a tutto sesto, e il fonte battesimale, in ferro battuto, nel quale è incastonata una scultura marmorea raffigurante il battesimo di Gesù.
Nell'abside, rialzato di un ulteriore gradino, sono collocati l'altare in marmo policromo contenente il tabernacolo e la pala.
Sul muro di fondo si aprono due porte. Quella sinistra conduce alla sagrestia. Ambo sono sormontate da una coppia ciascuno di monofore. Sulle pareti laterali sono poste due edicole votive in cui sono collocate le statue di santa Lucia (a destra) e del Sacro Cuore (a sinistra) e su una piccola mensola quella della Vergine Maria.
Sulla controfacciata sono murate due lapidi, di cui una sopra, e tra di esse si trova una bussola.
Il pavimento è costituito da chiancarelle.